# Ших
Ших (сомал. Sheekh, араб. شَيخ‎) — город в провинции Саахил, Сомалиленд. Является одним из самых известных и исторических мест сомалийцев. Население 47 625 жителей.

## История
В некоторых источниках Ших описывается как торговый город, первоначально основанный для распространения ислама.
По оценкам историков, город был заселён около 1000 лет назад, хотя недавние раскопки указывают на то, что это город XVI века.

## Исторические места
Ших известен своими многочисленными историческими сооружениями и горными пейзажами. Сообщается, что древние храмы, обнаруженные в городе, схожи с храмами из плоскогорья Декан, Индия.

## Население
В одноимённом районе Шиха проживает 133 625 жителей.
Город населён людьми из подразделения Мохамед Исса из Исса Муса, подклана клана Хабр Аваль.

## Галерея
- Горный пейзаж Шиха
- Вид на горы Шиха
- Сельская местность между Берберой и Шихом